# Le Rouret
Le Rouret (Roreto o Rovereto in italiano desueto) è un comune francese di 3 986 abitanti situato nel dipartimento delle Alpi Marittime della regione della Provenza-Alpi-Costa Azzurra.

## Società

### Evoluzione demografica
Abitanti censiti